# Kato Yoshiaki

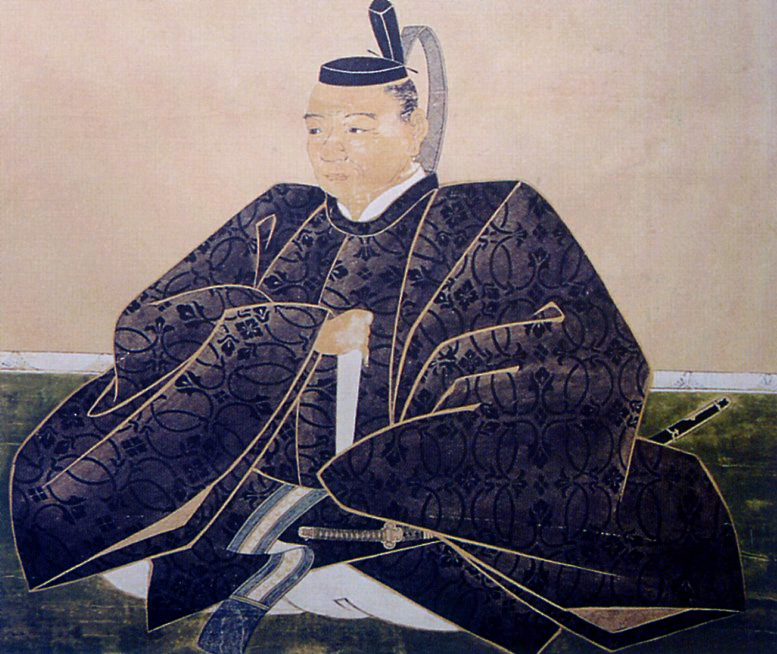
Katō Yoshiaki

Katō Yoshiaki (加藤嘉明, Katō Yoshiaki; Mikawa, 1563 - Edo, 7 oktober 1631) was een samoerai uit de late Sengoku-periode en vroege Edo-periode. Hij was een vazal van Toyotomi Hideyoshi en vocht onder andere in de Slag bij Shizugatake in 1583, waardoor hij faam verwierf als een van de Zeven Speren van Shizugatake, samen met Kato Kiyomasa en anderen. Hij leidde een deel van de vloot van Hideyoshi bij de Koreaanse campagne en de campagnes in Kyushu. 
Na de dood van Hideyoshi, vocht Katō aan de kant van Tokugawa Ieyasu. Na de overwinning in de Slag bij Sekigahara, verdubbelde Tokugawa het gebied van Katō van 100.000 koku naar 200.000. Hij was tijdelijk ook heerser van Aizu.